# Турнали
Турнали́ (рос. Турналы, башк. Торналы) — село у складі Салаватського району Башкортостану, Росія. Адміністративний центр Турналинської сільської ради.
Населення — 819 осіб (2010; 835 в 2002).
Станом на 2002 рік існували 2 населених пункти:
| Назва        | Статус   | Населення, осіб (2002) | Національний склад, (2002) |
| ------------ | -------- | ---------------------- | -------------------------- |
| Нові Турнали | село     | 633                    | башкири 67 %               |
| Турнали      | присілок | 202                    | башкири 47 %, росіяни 35 % |